# Ceny WTA
Ceny WTA (anglicky WTA Awards) jsou každoročně udělovaná ocenění pro nejlepší tenistky na okruhu Ženské tenisové asociace – WTA Tour, nejvyšší úrovně ženského světového tenisu. Hráčky jsou hodnoceny na základě dosažených výsledků v uplynulé sezóně, včetně výkonů na Grand Slamu a týmovém Billie Jean King Cupu. V některých kategoriích ceny přebírají bývalé tenistky a další osobnosti spojené s tenisem. První ročník se uskutečnil v roce 1977. 

## Hráčka a pár roku
- Hráčka roku je volena sportovními novináři světových médií.[1]
- Pár roku je volen sportovními novináři světových médií.[1]

| Hráčka roku | Hráčka roku              | Hráčka roku        |
| Rok         | tenistka                 | stát               |
| ----------- | ------------------------ | ------------------ |
| 1977        | Virginia Wadeová         | Spojené království |
| 1978        | Martina Navrátilová      | Spojené státy      |
| 1979        | Martina Navrátilová (2)  | Spojené státy      |
| 1980        | Tracy Austinová          | Spojené státy      |
| 1981        | Chris Evert-Lloydová     | Spojené státy      |
| 1982        | Martina Navrátilová (3)  | Spojené státy      |
| 1983        | Martina Navrátilová (4)  | Spojené státy      |
| 1984        | Martina Navrátilová (5)  | Spojené státy      |
| 1985        | Martina Navrátilová (6)  | Spojené státy      |
| 1986        | Martina Navrátilová (7)  | Spojené státy      |
| 1987        | Steffi Grafová           | Západní Německo    |
| 1988        | Steffi Grafová (2)       | Západní Německo    |
| 1989        | Steffi Grafová (3)       | Západní Německo    |
| 1990        | Steffi Grafová (4)       | Německo            |
| 1991        | Monika Selešová          | Jugoslávie         |
| 1992        | Monika Selešová (2)      | Jugoslávie         |
| 1993        | Steffi Grafová (5)       | Německo            |
| 1994        | Steffi Grafová (6)       | Německo            |
| 1995        | Steffi Grafová (7)       | Německo            |
| 1996        | Steffi Grafová (8)       | Německo            |
| 1997        | Martina Hingisová        | Švýcarsko          |
| 1998        | Lindsay Davenportová     | Spojené státy      |
| 1999        | Lindsay Davenportová (2) | Spojené státy      |
| 2000        | Venus Williamsová        | Spojené státy      |
| 2001        | Jennifer Capriatiová     | Spojené státy      |
| 2002        | Serena Williamsová       | Spojené státy      |
| 2003        | Justine Heninová         | Belgie             |
| 2004        | Maria Šarapovová         | Rusko              |
| 2005        | Kim Clijstersová         | Belgie             |
| 2006        | Amélie Mauresmová        | Francie            |
| 2007        | Justine Heninová (2)     | Belgie             |
| 2008        | Serena Williamsová (2)   | Spojené státy      |
| 2009        | Serena Williamsová (3)   | Spojené státy      |
| 2010        | Kim Clijstersová (2)     | Belgie             |
| 2011        | Petra Kvitová            | Česko              |
| 2012        | Serena Williamsová (4)   | Spojené státy      |
| 2013        | Serena Williamsová (5)   | Spojené státy      |
| 2014        | Serena Williamsová (6)   | Spojené státy      |
| 2015        | Serena Williamsová (7)   | Spojené státy      |
| 2016        | Angelique Kerberová      | Německo            |
| 2017        | Garbiñe Muguruzaová      | Španělsko          |
| 2018        | Simona Halepová          | Rumunsko           |
| 2019        | Ashleigh Bartyová        | Austrálie          |
| 2020        | Sofia Keninová           | Spojené státy      |
| 2021        | Ashleigh Bartyová (2)    | Austrálie          |
| 2022        | Iga Świąteková           | Polsko             |
| 2023        | Iga Świąteková (2)       | Polsko             |
| 2024        | Aryna Sabalenková        | neutrální status   |

| Pár roku | Pár roku                                        |
| rok      | deblový pár                                     |
| -------- | ----------------------------------------------- |
| 1977     | Martina Navrátilová / Betty Stöveová            |
| 1978     | Billie Jean Kingová / Martina Navrátilová       |
| 1979     | Billie Jean Kingová / Martina Navrátilová (2)   |
| 1980     | Kathy Jordanová / Anne Smithová                 |
| 1981     | Martina Navátilová / Pam Shriverová             |
| 1982     | Martina Navátilová / Pam Shriverová (2)         |
| 1983     | Martina Navátilová / Pam Shriverová (3)         |
| 1984     | Martina Navátilová / Pam Shriverová (4)         |
| 1985     | Martina Navátilová / Pam Shriverová (5)         |
| 1986     | Martina Navátilová / Pam Shriverová (6)         |
| 1987     | Martina Navátilová / Pam Shriverová (7)         |
| 1988     | Martina Navátilová / Pam Shriverová (8)         |
| 1989     | Jana Novotná / Helena Suková                    |
| 1990     | Jana Novotná / Helena Suková (2)                |
| 1991     | Gigi Fernándezová / Jana Novotná                |
| 1992     | Larisa Neilandová / Nataša Zverevová            |
| 1993     | Gigi Fernándezová / Nataša Zverevová            |
| 1994     | Gigi Fernándezová / Nataša Zverevová (2)        |
| 1995     | Gigi Fernándezová / Nataša Zverevová (3)        |
| 1996     | Jana Novotná / Arantxa Sánchez Vicariová        |
| 1997     | Gigi Fernándezová / Nataša Zverevová (4)        |
| 1998     | Martina Hingisová / Jana Novotná                |
| 1999     | Martina Hingisová / Anna Kurnikovová            |
| 2000     | Serena Williamsová / Venus Williamsová          |
| 2001     | Lisa Raymondová / Rennae Stubbsová              |
| 2002     | Virginia Ruano Pascualová / Paola Suárezová     |
| 2003     | Virginia Ruano Pascualová / Paola Suárezová (2) |
| 2004     | Virginia Ruano Pascualová / Paola Suárezová (3) |
| 2005     | Lisa Raymondová / Samantha Stosurová            |
| 2006     | Lisa Raymondová / Samantha Stosurová (2)        |
| 2007     | Cara Blacková / Liezel Huberová                 |
| 2008     | Cara Blacková / Liezel Huberová (2)             |
| 2009     | Serena Williamsová / Venus Williamsová (2)      |
| 2010     | Gisela Dulková / Flavia Pennettaová             |
| 2011     | Květa Peschkeová / Katarina Srebotniková        |
| 2012     | Sara Erraniová / Roberta Vinciová               |
| 2013     | Sara Erraniová / Roberta Vinciová (2)           |
| 2014     | Sara Erraniová / Roberta Vinciová (3)           |
| 2015     | Martina Hingisová / Sania Mirzaová              |
| 2016     | Caroline Garciaová / Kristina Mladenovicová     |
| 2017     | Martina Hingisová / Čan Jung-žan                |
| 2018     | Barbora Krejčíková / Kateřina Siniaková         |
| 2019     | Tímea Babosová / Kristina Mladenovicová         |
| 2020     | Tímea Babosová / Kristina Mladenovicová (2)     |
| 2021     | Barbora Krejčíková / Kateřina Siniaková (2)     |
| 2022     | Barbora Krejčíková / Kateřina Siniaková (3)     |
| 2023     | Storm Hunterová / Elise Mertensová              |
| 2024     | Sara Erraniová / Jasmine Paoliniová             |

Vysvětlivky
1. ↑  V důsledku invaze Ruska na Ukrajinu na konci února 2022 řídící organizace tenisu ATP, WTA a ITF s grandslamy 1. března téhož roku rozhodly, že ruští a běloruští tenisté mohou dále na okruzích startovat, ale do odvolání nikoli pod vlajkami Ruska a Běloruska. Rozhodnutí platilo i v sezóně 2024. Běloruska Sabalenková tak na okruzích hrála pod neutrálním statusem.'"`UNIQ--ref-00000000-QINU`"'

## Hráčka s největším zlepšením a nováček roku
- Hráčka s největším zlepšením je volena sportovními novináři světových médií. Cena je určena pro tenistku, která sezónu zakončila v první padesátce žebříčku a prokázala výrazný posun v kvalitě hry.[1]
- Nováček roku je volen sportovními novináři světových médií. Cenu získává tenistka, která v sezóně poprvé pronikla do první světové stovky žebříčku a upozornila na sebe kvalitními výkony.[1]

| Hráčka s největším zlepšením | Hráčka s největším zlepšením  | Hráčka s největším zlepšením     |
| Rok                          | tenistka                      | stát                             |
| ---------------------------- | ----------------------------- | -------------------------------- |
| 1977                         | Wendy Turnbullová             | Austrálie                        |
| 1978                         | Virginia Ruziciová            | Rumunská socialistická republika |
| 1979                         | Sylvia Haniková               | Západní Německo                  |
| 1980                         | Hana Mandlíková               | Československo                   |
| 1981                         | Barbara Potterová             | Spojené státy                    |
| 1982                         | Sabina Simmondsová            | Itálie                           |
| 1983                         | Andrea Temesváriová           | Maďarsko                         |
| 1984                         | Kathy Jordanová               | Spojené státy                    |
| 1985                         | Helena Suková                 | Československo                   |
| 1986                         | Steffi Grafová                | Západní Německo                  |
| 1987                         | Lori McNeilová                | Spojené státy                    |
| 1988                         | Arantxa Sánchez Vicariová     | Španělsko                        |
| 1989                         | Arantxa Sánchez Vicariová (2) | Španělsko                        |
| 1990                         | Monika Selešová               | Jugoslávie                       |
| 1991                         | Gabriela Sabatini             | Argentina                        |
| 1992                         | Kimiko Dateová                | Japonsko                         |
| 1993                         | Magdalena Malejevová          | Bulharsko                        |
| 1994                         | Mary Pierceová                | Francie                          |
| 1995                         | Chanda Rubinová               | Spojené státy                    |
| 1996                         | Martina Hingisová             | Švýcarsko                        |
| 1997                         | Amanda Coetzerová             | Jižní Afrika                     |
| 1998                         | Patty Schnyderová             | Švýcarsko                        |
| 1999                         | Serena Williamsová            | Spojené státy                    |
| 2000                         | Jelena Dementěvová            | Rusko                            |
| 2001                         | Justine Heninová              | Belgie                           |
| 2002                         | Daniela Hantuchová            | Slovensko                        |
| 2003                         | Naděžda Petrovová             | Rusko                            |
| 2004                         | Maria Šarapovová              | Rusko                            |
| 2005                         | Ana Ivanovićová               | Srbsko a Černá Hora              |
| 2006                         | Jelena Jankovićová            | Srbsko                           |
| 2007                         | Ana Ivanovićová (2)           | Srbsko                           |
| 2008                         | Dinara Safinová               | Rusko                            |
| 2009                         | Yanina Wickmayerová           | Belgie                           |
| 2010                         | Francesca Schiavoneová        | Itálie                           |
| 2011                         | Petra Kvitová                 | Česko                            |
| 2012                         | Sara Erraniová                | Itálie                           |
| 2013                         | Simona Halepová               | Rumunsko                         |
| 2014                         | Eugenie Bouchardová           | Kanada                           |
| 2015                         | Timea Bacsinszká              | Švýcarsko                        |
| 2016                         | Johanna Kontaová              | Spojené království               |
| 2017                         | Jeļena Ostapenková            | Lotyšsko                         |
| 2018                         | Kiki Bertensová               | Nizozemsko                       |
| 2019                         | Sofia Keninová                | Spojené státy                    |
| 2020                         | Iga Świąteková                | Polsko                           |
| 2021                         | Barbora Krejčíková            | Česko                            |
| 2022                         | Beatriz Haddad Maiová         | Brazílie                         |
| 2023                         | Čeng Čchin-wen                | Čína                             |
| 2024                         | Emma Navarrová                | Spojené státy                    |

| Nováček roku | Nováček roku                 | Nováček roku               |
| Rok          | tenistka                     | stát                       |
| ------------ | ---------------------------- | -------------------------- |
| 1977         | Tracy Austinová              | Spojené státy              |
| 1978         | Pam Shriverová               | Spojené státy              |
| 1979         | Kathy Jordanová              | Spojené státy              |
| 1980         | Andrea Jaegerová             | Spojené státy              |
| 1981         | Kathy Rinaldiová             | Spojené státy              |
| 1982         | Zina Garrisonová             | Spojené státy              |
| 1983         | Carling Bassett-Segusová     | Kanada                     |
| 1984         | Manuela Malejevová           | Bulharská lidová republika |
| 1985         | Gabriela Sabatini            | Argentina                  |
| 1986         | Stephanie Reheová            | Spojené státy              |
| 1987         | Arantxa Sánchezová Vicariová | Španělsko                  |
| 1988         | Nataša Zverevová             | Sovětský svaz              |
| 1989         | Conchita Martínezová         | Španělsko                  |
| 1990         | Jennifer Capriatiová         | Spojené státy              |
| 1991         | Andrea Strnadová             | Československo             |
| 1992         | Debbie Grahamová             | Spojené státy              |
| 1993         | Iva Majoliová                | Chorvatsko                 |
| 1994         | Irina Spîrleaová             | Rumunsko                   |
| 1995         | Martina Hingisová            | Švýcarsko                  |
| 1996         | Anna Kurnikovová             | Rusko                      |
| 1997         | Venus Williamsová            | Spojené státy              |
| 1998         | Serena Williamsová           | Spojené státy              |
| 1999         | Kim Clijstersová             | Belgie                     |
| 2000         | Dája Bedáňová                | Česko                      |
| 2001         | Daniela Hantuchová           | Slovensko                  |
| 2002         | Světlana Kuzněcovová         | Rusko                      |
| 2003         | Maria Šarapovová             | Rusko                      |
| 2004         | Taťána Golovinová            | Francie                    |
| 2005         | Sania Mirzaová               | Indie                      |
| 2006         | Agnieszka Radwańská          | Polsko                     |
| 2007         | Ágnes Szávayová              | Maďarsko                   |
| 2008         | Caroline Wozniacká           | Dánsko                     |
| 2009         | Melanie Oudinová             | Spojené státy              |
| 2010         | Petra Kvitová                | Česko                      |
| 2011         | Irina-Camelia Beguová        | Rumunsko                   |
| 2012         | Laura Robsonová              | Spojené království         |
| 2013         | Eugenie Bouchardová          | Kanada                     |
| 2014         | Belinda Bencicová            | Švýcarsko                  |
| 2015         | Darja Gavrilovová            | Rusko                      |
| 2016         | Naomi Ósakaová               | Japonsko                   |
| 2017         | Catherine Bellisová          | Spojené státy              |
| 2018         | Aryna Sabalenková            | Bělorusko                  |
| 2019         | Bianca Andreescuová          | Kanada                     |
| 2020         | Nadia Podoroská              | Argentina                  |
| 2021         | Emma Raducanuová             | Spojené království         |
| 2022         | Čeng Čchin-wen               | Čína                       |
| 2023         | Mirra Andrejevová            | neutrální status           |
| 2024         | Lulu Sunová                  | Nový Zéland                |

Vysvětlivky
1. ↑  V důsledku invaze Ruska na Ukrajinu na konci února 2022 řídící organizace tenisu ATP, WTA a ITF s grandslamy 1. března téhož roku rozhodly, že ruští a běloruští tenisté mohou dále na okruzích startovat, ale do odvolání nikoli pod vlajkami Ruska a Běloruska. Rozhodnutí platilo i v sezóně 2023. Ruska Andrejevová tak na okruzích hrála pod neutrálním statusem.'"`UNIQ--ref-00000006-QINU`"'

## Návrat roku, trenér roku a Georgina Clark Mother Award
- Návrat roku je ocenění, o němž rozhodují sportovní novináři světových médií. Cena je určena pro tenistku, která zaznamenala výrazný propad na žebříčku kvůli zranění či z osobních důvodů, a během sezóny se dokázala vrátit na okruh.[1]
- Trenér roku je volen kouči z trenérského programu WTA (WTA Coach Program). Cena je určena pro trenéra, jenž v dané sezóně pomohl tenistce k výrazným výkonům a jako propagátor trenérství tak upozornil na tuto profesi.[2]
- Georgina Clark Mother Award je pojmenovaná po viceprezidentce WTA a ředitelce světových okruhů Georgině Clarkové, která jako první ženská hlavní rozhodčí v roce 1984 rozhodovala wimbledonské finále mezi Navrátilovou a Evertovou. Během kariéry vychovala pět dětí. Na okruhu získala přezdívku „Mother Superior“ (matka představená), když u ní mladé tenistky hledaly rady, jak zvládat život na okruhu. Cena je určena ženám s výrazným příspěvkem ke zlepšení kultury, kvality emocionálního života a naplněnosti v rodině ženské organizace WTA.[3]

| Návrat roku | Návrat roku               | Návrat roku     |
| Rok         | tenistka                  | stát            |
| ----------- | ------------------------- | --------------- |
| 1987        | Bettina Bungeová          | Západní Německo |
| 1988        | Pascale Paradisová        | Francie         |
| 1989        | Kathy Rinaldiová          | Spojené státy   |
| 1990        | Elizabeth Smylieová       | Austrálie       |
| 1991        | Stephanie Reheová         | Spojené státy   |
| 1992        | Jenny Byrneová            | Austrálie       |
| 1993        | Elizabeth Smylieová (2)   | Austrálie       |
| 1994        | Meredith McGrathová       | Spojené státy   |
| 1995        | Monika Selešová           | Spojené státy   |
| 1996        | Jennifer Capriatiová      | Spojené státy   |
| 1997        | Mary Pierceová            | Francie         |
| 1998        | Monika Selešová (2)       | Spojené státy   |
| 1999        | Sabine Appelmansová       | Belgie          |
| 2000        | Iva Majoliová             | Chorvatsko      |
| 2001        | Barbara Schwartzová       | Rakousko        |
| 2002        | Corina Morariuová         | Spojené státy   |
| 2003        | Amélie Mauresmová         | Francie         |
| 2004        | Serena Williamsová        | Spojené státy   |
| 2005        | Kim Clijstersová          | Belgie          |
| 2006        | Martina Hingisová         | Švýcarsko       |
| 2007        | Lindsay Davenportová      | Spojené státy   |
| 2008        | Čeng Ťie                  | Čína            |
| 2009        | Kim Clijstersová (2)      | Belgie          |
| 2010        | Justine Heninová          | Belgie          |
| 2011        | Sabine Lisická            | Německo         |
| 2012        | Jaroslava Švedovová       | Kazachstán      |
| 2013        | Alisa Klejbanovová        | Rusko           |
| 2014        | Mirjana Lučić Baroniová   | Chorvatsko      |
| 2015        | Venus Williamsová         | Spojené státy   |
| 2016        | Dominika Cibulková        | Slovensko       |
| 2017        | Sloane Stephensová        | Spojené státy   |
| 2018        | Serena Williamsová (2)    | Spojené státy   |
| 2019        | Belinda Bencicová         | Švýcarsko       |
| 2020        | Viktoria Azarenková       | Bělorusko       |
| 2021        | Carla Suárezová Navarrová | Španělsko       |
| 2022        | Tatjana Mariová           | Německo         |
| 2023        | Elina Svitolinová         | Ukrajina        |
| 2024        | Paula Badosová            | Španělsko       |

| Trenér roku                 | Trenér roku                   | Trenér roku         |
| Rok                         | trenér                        | tenistka            |
| --------------------------- | ----------------------------- | ------------------- |
| 2018                        | Sascha Bajin                  | Naomi Ósakaová      |
| 2019                        | Craig Tyzzer                  | Ashleigh Bartyová   |
| 2020                        | Piotr Sierzputowski           | Iga Świąteková      |
| 2021                        | Conchita Martínezová          | Garbiñe Muguruzaová |
| 2022                        | David Witt                    | Jessica Pegulaová   |
| 2023                        | Piotr Sierzputowski (2)       | Iga Świąteková      |
| 2024                        | Renzo Furlan                  | Jasmine Paoliniová  |
| Georgina Clark Mother Award |                               |                     |
| Rok                         | osobnost                      | stát                |
| 2010                        | Ann Haydonová-Jonesová        | Spojené království  |
| 2011                        | Judy Tegartová-Daltonová      | Austrálie           |
| 2012                        | Gladys Heldmanová             | Spojené státy       |
| 2013                        | cena neudělena                | cena neudělena      |
| 2014                        | Françoise Durrová             | Francie             |
| 2015                        | Ingrid Löfdahlová Bentzerová  | Švédsko             |
| 2016                        | Julia Berberianová-Malejevová | Bulharsko           |
| 2017                        | cena neudělena                | cena neudělena      |
| 2018                        | Evonne Goolagongová           | Austrálie           |
| 2019                        | Chris Evertová                | Spojené státy       |
| 2020                        | cena neudělena                | cena neudělena      |
| 2021                        | Judy Murrayová                | Spojené království  |
| 2022                        | Mary Carillová                | Spojené státy       |
| 2023                        | Pam Shriverová                | Spojené státy       |
| 2024                        | Nicole Prattová               | Austrálie           |

## Peachy Kellmeyer Player Service Award a Diamond Aces
- Cena Peachy Kellmeyerové za službu hráčky je pojmenovaná po americké tenistce a funkcionářce Peachy Kellmeyerové, viceprezidentce WTA a první ředitelce okruhu Virginia Slims. Oceněnou osobnost volí tenistky za její službu ve prospěch dalších hráček a iniciativu v prosazování systémových změn na túře WTA. V roce 2020 byly oceněny všechny členky Hráčské rady WTA, které přispěly k účinnému řešení problémů způsobených pandemií covidu-19.[2]
- Cena Diamond Aces je pojmenovaná po prezidentovi WTA Jerrym Diamondovi, který se zasloužil o rozvoj a vytyčení směru organizace WTA. Získává ji hráčka, jež neúnavně propagovala ženský tenis na dvorci i mimo něj, přiblížila ho médiím a fanouškům v místě turnajů, stejně tak se zapojila do charitativních aktivit.[4]

| Peachy Kellmeyer Player Service Award | Peachy Kellmeyer Player Service Award | Peachy Kellmeyer Player Service Award                                                                             |
| Rok                                   | osobnost | stát |
| ------------------------------------- | --- | --- |
| 1977                                  | Jim Bainbridge | Spojené státy |
| 1978                                  | Trish Faulknerová | Austrálie |
| 1979                                  | Edy McGoldricková | Spojené státy |
| 1980                                  | Diane Desforová | Spojené státy |
| 1981                                  | Barbara Jordanová | Spojené státy |
| 1982                                  | Diane Desforová (2) | Spojené státy |
| 1983                                  | Lele Foroodová | Spojené státy |
| 1984                                  | Kim Shaeferová | Spojené státy |
| 1985                                  | Chris Evertová | Spojené státy |
| 1986                                  | Marcella Meskerová | Nizozemsko |
| 1987                                  | Chris Evertová (2) | Spojené státy |
| 1988                                  | Candy Reynoldsová | Spojené státy |
| 1989                                  | Mercedes Pazová | Argentina |
| 1990                                  | Wendy Turnbullová | Austrálie |
| 1991                                  | Kathy Jordanová | Spojené státy |
| 1992                                  | Elise Burginová | Spojené státy |
| 1993                                  | Pam Shriverová | Spojené státy |
| 1994                                  | Marianne Werdelová | Spojené státy |
| 1995                                  | Marianne Werdelová (2) | Spojené státy |
| 1996                                  | Katrina Adamsová | Spojené státy |
| 1997                                  | Katrina Adamsová (2) | Spojené státy |
| 1998                                  | Joannette Krugerová | Jižní Afrika |
| 1999                                  | Nicole Prattová | Austrálie |
| 2000                                  | Nicole Prattová (2) | Austrálie |
| 2001                                  | Nicole Prattová (3) | Austrálie |
| 2002                                  | cena neudělena | cena neudělena |
| 2003                                  | Kim Clijstersová | Belgie |
| 2004                                  | Nicole Prattová (4) | Austrálie |
| 2005                                  | Liezel Huberová | Spojené státy |
| 2006                                  | Kim Clijstersová (2) | Belgie |
| 2007                                  | Liezel Huberová (2) | Spojené státy |
| 2008                                  | Liezel Huberová (3) | Spojené státy |
| 2009                                  | Liezel Huberová (4) | Spojené státy |
| 2010                                  | Kim Clijstersová (3) | Belgie |
| 2011                                  | Francesca Schiavoneová | Itálie |
| 2012                                  | Venus Williamsová | Spojené státy |
| 2013                                  | Venus Williamsová (2) | Spojené státy |
| 2014                                  | Lucie Šafářová | Česko |
| 2015                                  | Lucie Šafářová (2) | Česko |
| 2016                                  | Lucie Šafářová (3) | Česko |
| 2017                                  | Lucie Šafářová (4) | Česko |
| 2018                                  | Bethanie Mattek-Sandsová | Spojené státy |
| 2019                                  | Gabriela Dabrowská | Kanada |
| 2020                                  | Kristie Ahnová Gabriela Dabrowská (2) Madison Keysová Johanna Kontaová Aleksandra Krunićová Christina McHaleová Kristina Mladenovicová Anastasija Pavljučenkovová Sloane Stephensová Donna Vekićová | Spojené státy Kanada Spojené státy Spojené království Srbsko Spojené státy Francie Rusko Spojené státy Chorvatsko |
| 2021                                  | Kristie Ahnová (2) | Spojené státy |
| 2022                                  | Gabriela Dabrowská (3) | Kanada |
| 2023                                  | Ons Džabúrová | Tunisko |
| 2024                                  | Ons Džabúrová (2) | Tunisko |

| Cena Diamond Aces | Cena Diamond Aces         | Cena Diamond Aces |
| Rok               | tenistka                  | stát              |
| ----------------- | ------------------------- | ----------------- |
| 1995              | Arantxa Sánchez Vicariová | Španělsko         |
| 1996              | Gabriela Sabatini         | Argentina         |
| 1997              | Amanda Coetzerová         | Jižní Afrika      |
| 1998              | Lindsay Davenportová      | Spojené státy     |
| 1999              | Lindsay Davenportová (2)  | Spojené státy     |
| 2000              | Martina Hingisová         | Švýcarsko         |
| 2001              | Martina Hingisová (2)     | Švýcarsko         |
| 2002              | cena neudělena            | cena neudělena    |
| 2003              | cena neudělena            | cena neudělena    |
| 2004              | Anastasija Myskinová      | Rusko             |
| 2005              | Anastasija Myskinová (2)  | Rusko             |
| 2006              | Světlana Kuzněcovová      | Rusko             |
| 2007              | Jelena Jankovićová        | Srbsko            |
| 2008              | Ana Ivanovićová           | Srbsko            |
| 2009              | Jelena Dementěvová        | Rusko             |
| 2010              | Samantha Stosurová        | Austrálie         |
| 2011              | Caroline Wozniacká        | Dánsko            |
| 2012              | Viktoria Azarenková       | Bělorusko         |
| 2013              | Viktoria Azarenková (2)   | Bělorusko         |
| 2014              | Petra Kvitová             | Česko             |
| 2015              | Caroline Wozniacká (2)    | Dánsko            |
| 2016              | Simona Halepová           | Rumunsko          |
| 2017              | Angelique Kerberová       | Německo           |
| 2018              | Elina Svitolinová         | Ukrajina          |
| 2019              | Kiki Bertensová           | Nizozemsko        |
| 2020              | cena neudělena            | cena neudělena    |
| 2021              | cena neudělena            | cena neudělena    |
| 2022              | Maria Sakkariová          | Řecko             |
| 2023              | Jessica Pegulaová         | Spojené státy     |
| 2024              | Aryna Sabalenková         | neutrální status  |

Vysvětlivky
1. ↑  V důsledku invaze Ruska na Ukrajinu na konci února 2022 řídící organizace tenisu ATP, WTA a ITF s grandslamy 1. března téhož roku rozhodly, že ruští a běloruští tenisté mohou dále na okruzích startovat, ale do odvolání nikoli pod vlajkami Ruska a Běloruska. Rozhodnutí platilo i v sezóně 2024. Běloruska Sabalenková tak na okruzích hrála pod neutrálním statusem.'"`UNIQ--ref-00000019-QINU`"'

## Cena Karen Krantzckeové a Humanitářka roku – cena za lidský čin
- Cena Karen Krantzckeové za sportovní chování je pojmenovaná po australské tenistce Karen Krantzckeové, která ve 31 letech zemřela 14. dubna 1977 během joggingu na infarkt myokardu. Oceněná hráčka je volena aktivními tenistkami za příkladnou profesionalitu a osobní integritu, soutěžení v duchu fair play, vyjadřování respektu k soupeřkám a vytváření dobrého jména tenisu i mimo dvorec.[2]
- Humanitářka roku – cena za lidský čin bylo ocenění udělované Ženskou tenisovou asociací za záslužný čin na poli humanity, např. Ana Ivanovićová jej obdržela za spolupráci s Dětským fondem OSN[5] a Maria Šarapovová za spolupráci s Rozvojovým programem OSN, když jako jeho velvyslankyně dobré vůle navštívila Černobyl a přispěla 210 tisíci dolary na rozvojové projekty v běloruských oblastech postižených černobylským výbuchem.[6][7]

| Cena Karen Krantzckeové za sportovní chování | Cena Karen Krantzckeové za sportovní chování | Cena Karen Krantzckeové za sportovní chování |
| Rok                                          | tenistka                                     | stát                                         |
| -------------------------------------------- | -------------------------------------------- | -------------------------------------------- |
| 1978                                         | Evonne Goolagongová                          | Austrálie                                    |
| 1979                                         | Chris Evertová                               | Spojené státy                                |
| 1980                                         | Evonne Goolagongová (2)                      | Austrálie                                    |
| 1981                                         | Diane Desforová                              | Spojené státy                                |
| 1982                                         | Nancy Yearginová                             | Spojené státy                                |
| 1983                                         | Sharon Walsh-Peteová                         | Spojené státy                                |
| 1984                                         | Marcella Meskerová                           | Nizozemsko                                   |
| 1985                                         | Peanut Louie-Harperová                       | Spojené státy                                |
| 1986                                         | Peanut Louie-Harperová (2)                   | Spojené státy                                |
| 1987                                         | Anne Minterová                               | Austrálie                                    |
| 1988                                         | Světlana Parchomenková                       | Sovětský svaz                                |
| 1989                                         | Gretchen Magersová                           | Spojené státy                                |
| 1990                                         | Mercedes Pazová                              | Argentina                                    |
| 1991                                         | Judith Wiesnerová                            | Rakousko                                     |
| 1992                                         | Jill Hetheringtonová                         | Kanada                                       |
| 1993                                         | Nicole Arendtová                             | Spojené státy                                |
| 1994                                         | Kimberly Poová                               | Spojené státy                                |
| 1995                                         | Amanda Coetzerová                            | Jižní Afrika                                 |
| 1996                                         | Yayuk Basukiová                              | Indonésie                                    |
| 1997                                         | Amanda Coetzerová (2)                        | Jižní Afrika                                 |
| 1998                                         | Yayuk Basukiová (2)                          | Indonésie                                    |
| 1999                                         | Ai Sugijamová                                | Japonsko                                     |
| 2000                                         | Kim Clijstersová                             | Belgie                                       |
| 2001                                         | Kim Clijstersová (2)                         | Belgie                                       |
| 2002                                         | Kim Clijstersová (3)                         | Belgie                                       |
| 2003                                         | Kim Clijstersová (4)                         | Belgie                                       |
| 2004                                         | Lindsay Davenportová                         | Spojené státy                                |
| 2005                                         | Kim Clijstersová (5)                         | Belgie                                       |
| 2006                                         | Kim Clijstersová (6)                         | Belgie                                       |
| 2007                                         | Ana Ivanovićová                              | Srbsko                                       |
| 2008                                         | Jelena Dementěvová                           | Rusko                                        |
| 2009                                         | Kim Clijstersová (7)                         | Belgie                                       |
| 2010                                         | Jelena Dementěvová (2)                       | Rusko                                        |
| 2011                                         | Petra Kvitová                                | Česko                                        |
| 2012                                         | Kim Clijstersová (8)                         | Belgie                                       |
| 2013                                         | Petra Kvitová (2)                            | Česko                                        |
| 2014                                         | Petra Kvitová (3)                            | Česko                                        |
| 2015                                         | Petra Kvitová (4)                            | Česko                                        |
| 2016                                         | Petra Kvitová (5)                            | Česko                                        |
| 2017                                         | Petra Kvitová (6)                            | Česko                                        |
| 2018                                         | Petra Kvitová (7)                            | Česko                                        |
| 2019                                         | Petra Kvitová (8)                            | Česko                                        |
| 2020                                         | Marie Bouzková                               | Česko                                        |
| 2021                                         | Carla Suárezová Navarrová                    | Španělsko                                    |
| 2022                                         | Ons Džabúrová                                | Tunisko                                      |
| 2023                                         | Ons Džabúrová (2)                            | Tunisko                                      |
| 2024                                         | Ons Džabúrová (3)                            | Tunisko                                      |

| Humanitářka roku – cena za lidský čin | Humanitářka roku – cena za lidský čin | Humanitářka roku – cena za lidský čin |
| Rok                                   | tenistka                              | stát                                  |
| ------------------------------------- | ------------------------------------- | ------------------------------------- |
| 2005                                  | Liezel Huberová                       | Spojené státy                         |
| 2006                                  | Kim Clijstersová                      | Belgie                                |
| 2007                                  | Liezel Huberová                       | Spojené státy                         |
| 2008                                  | Ana Ivanovićová                       | Srbsko                                |
| 2009                                  | cena neudělena                        | cena neudělena                        |
| 2010                                  | Maria Šarapovová                      | Rusko                                 |

## Fanouškovské ceny
Oceněné v jednotlivých kategoriích volí tenisoví fanoušci.

### Hráčka a pár roku podle fanoušků
| Hráčka roku podle fanoušků | Hráčka roku podle fanoušků | Hráčka roku podle fanoušků |
| Rok                        | tenistka                   | stát                       |
| -------------------------- | -------------------------- | -------------------------- |
| 2009                       | Jelena Dementěvová         | Rusko                      |
| 2010                       | Maria Šarapovová           | Rusko                      |
| 2011                       | Agnieszka Radwańská        | Polsko                     |
| 2012                       | Agnieszka Radwańská (2)    | Polsko                     |
| 2013                       | Agnieszka Radwańská (3)    | Polsko                     |
| 2014                       | Agnieszka Radwańská (4)    | Polsko                     |
| 2015                       | Agnieszka Radwańská (5)    | Polsko                     |
| 2016                       | Agnieszka Radwańská (6)    | Polsko                     |
| 2017                       | Simona Halepová            | Rumunsko                   |
| 2018                       | Simona Halepová (2)        | Rumunsko                   |
| 2019                       | Simona Halepová (3)        | Rumunsko                   |
| 2020                       | Iga Świąteková             | Polsko                     |
| 2021                       | cena neudělena             | cena neudělena             |
| 2023                       | cena neudělena             | cena neudělena             |
| 2024                       | Čeng Čchin-wen             | Čína                       |

| Pár roku podle fanoušků | Pár roku podle fanoušků                  | Pár roku podle fanoušků |
| rok                     | deblový pár                              |                         |
| ----------------------- | ---------------------------------------- | ----------------------- |
| 2009                    | Serena Williamsová / Venus Williamsová   |                         |
| 2010                    | Serena Williamsová / Venus Williamsová   |                         |
| 2011                    | Maria Kirilenková / Viktoria Azarenková  |                         |
| 2012                    | Serena Williamsová / Venus Williamsová   |                         |
| 2013                    | Jekatěrina Makarovová / Jelena Vesninová |                         |
| 2014                    | Sara Erraniová / Roberta Vinciová        |                         |
| 2015                    | Serena Williamsová / Caroline Wozniacká  |                         |
| 2016                    | cena neudělena                           | cena neudělena          |
| 2023                    | cena neudělena                           | cena neudělena          |
| 2024                    | Jasmine Paoliniová / Sara Erraniová      |                         |

### Míček roku podle fanoušků
| Rok  | tenistka                | stát     | turnaj                        | video |
| ---- | ----------------------- | -------- | ----------------------------- | ----- |
| 2013 | Agnieszka Radwańská     | Polsko   | Sony Open Tennis, čtvrtfinále | video |
| 2014 | Agnieszka Radwańská (2) | Polsko   | Rogers Cup, semifinále        | video |
| 2015 | Agnieszka Radwańská (3) | Polsko   | WTA Finals, finále            | video |
| 2016 | Agnieszka Radwańská (4) | Polsko   | Indian Wells 3. kolo          | video |
| 2017 | Agnieszka Radwańská (5) | Polsko   | Wuhan Open, 2. kolo           | video |
| 2018 | Simona Halepová         | Rumunsko | Miami, 3. kolo                | video |
| 2019 | Iga Świąteková          | Polsko   | Lugano, semifinále            | video |
| 2020 | Magda Linetteová        | Polsko   | Hua Hin, 2. kolo              | video |
| 2021 | Simona Halepová (2)     | Rumunsko | Kluž, 1. kolo                 | video |
| 2022 | Iga Świąteková (2)      | Polsko   | Miami, 3. kolo                | video |
| 2023 | Ons Džabúrová           | Tunisko  | Charleston, finále            | video |
| 2024 | Čeng Čchin-wen          | Čína     | Wu-chan, finále               | video |

### Zápas roku na WTA Tour podle fanoušků
| Rok  | vítězka             | poražená            | turnaj                     | výsledek                |   |
| ---- | ------------------- | ------------------- | -------------------------- | ----------------------- | - |
| 2013 | Maria Šarapovová    | Viktoria Azarenková | semifinále French Open     | 6–1, 2–6, 6–4           |   |
| 2014 | Serena Williamsová  | Caroline Wozniacká  | semifinále WTA Finals      | 2–6, 6–3, 7–6(8–6)      |   |
| 2015 | Agnieszka Radwańská | Garbiñe Muguruzaová | semifinále WTA Finals      | 6–7(5–7), 6–3, 7–5      |   |
| 2016 | Petra Kvitová       | Angelique Kerberová | 3. kolo Wuhan Open         | 6–7(10–12), 7–5, 6–4    |   |
| 2017 | Caroline Garciaová  | Elina Svitolinová   | čtvrtfinále China Open     | 6–7(5–7), 7–5, 7–6(8–6) |   |
| 2018 | Simona Halepová     | Sloane Stephensová  | finále Canadian Open       | 7–6(8–6), 3–6, 6–4      |   |
| 2019 | Naomi Ósakaová      | Bianca Andreescuová | čtvrtfinále China Open     | 5–7, 6–3, 6–4           |   |
| 2020 | Simona Halepová     | Jelena Rybakinová   | finále Dubai Championships | 3–6, 6–3, 7–6(7–5)      |   |
| 2021 | —                   | —                   | —                          | —                       | — |
| 2022 | Barbora Krejčíková  | Iga Świąteková      | finále AGEL Open           | 5–7, 7–6(7–4), 6–3      |   |
| 2023 | Aryna Sabalenková   | Iga Świąteková      | finále Madrid Open         | 6–3, 3–6, 6–3           |   |
| 2024 | Iga Świąteková      | Aryna Sabalenková   | finále Madrid Open         | 7–5, 4–6, 7–6(9–7)      |   |

### Grandslamový zápas roku na WTA Tour podle fanoušků
| Rok  | vítězka             | poražená            | turnaj                     | výsledek           |
| ---- | ------------------- | ------------------- | -------------------------- | ------------------ |
| 2014 | Maria Šarapovová    | Simona Halepová     | finále French Open         | 6–4, 6–7(5–7), 6–4 |
| 2015 | Viktoria Azarenková | Angelique Kerberová | 3. kolo US Open            | 7–5, 2–6, 6–4      |
| 2016 | Dominika Cibulková  | Agnieszka Radwańská | 4. kolo Wimbledonu         | 6–3, 5–7, 9–7      |
| 2017 | Maria Šarapovová    | Simona Halepová     | 1. kolo US Open            | 6–4, 4–6, 6–3      |
| 2018 | Simona Halepová     | Angelique Kerberová | semifinále Australian Open | 6–3, 4–6, 9–7      |
| 2019 | Naomi Ósakaová      | Petra Kvitová       | finále Australian Open     | 7–6(7–2), 5–7, 6–4 |

### Cena fanoušků za největší pokrok
| Rok  | Hráčka        | Stát  |
| ---- | ------------- | ----- |
| 2011 | Petra Kvitová | Česko |

## Turnaj roku
- Turnaj roku je volen aktivními hráčkami v jednotlivých kategoriích okruhu WTA Tour, od sezóny 2021 v úrovních WTA 250, WTA 500 a WTA 1000. V každé kategorii vítězí turnaj, který podle hráček projevil nejvyšší míru profesionality a zajistil jim kvalitní zázemí důležité pro navození přívětivé atmosféry.

### Kategorie Premier
| Rok                        | turnaj                       | dějiště                    | stát                       |
| Kategorie Tier I a Tier II | Kategorie Tier I a Tier II   | Kategorie Tier I a Tier II | Kategorie Tier I a Tier II |
| -------------------------- | ---------------------------- | -------------------------- | -------------------------- |
| 1995                       | Lipton Championships         | Miami                      | Spojené státy              |
| 1996                       | Toshiba Classic              | San Diego                  | Spojené státy              |
| 1997                       | State Farm Evert Cup         | Indian Wells               | Spojené státy              |
| 1998                       | du Maurier Open              | Montréal                   | Kanada                     |
| 1999                       | du Maurier Open              | Toronto                    | Kanada                     |
| 2000                       | du Maurier Open              | Montréal                   | Kanada                     |
| 2001                       | Dubai Duty Free Women's Open | Dubaj                      | SAE                        |
| 2002                       | Dubai Duty Free Women's Open | Dubaj                      | SAE                        |
| 2003                       | Kremlin Cup                  | Moskva                     | Rusko                      |
| 2004                       | NASDAQ-100 Open              | Miami                      | Spojené státy              |
| 2005                       | Pacific Life Open            | Indian Wells               | Spojené státy              |
| 2006                       | Pacific Life Open            | Indian Wells               | Spojené státy              |
| 2007                       | Porsche Tennis Grand Prix    | Stuttgart                  | Německo                    |
| 2008                       | Porsche Tennis Grand Prix    | Stuttgart                  | Německo                    |
| Kategorie Premier          |                              |                            |                            |
| 2009                       | BNP Paribas Open             | Indian Wells               | Spojené státy              |
| 2010                       | Porsche Tennis Grand Prix    | Stuttgart                  | Německo                    |
| 2011                       | Porsche Tennis Grand Prix    | Stuttgart                  | Německo                    |
| 2012                       | Porsche Tennis Grand Prix    | Stuttgart                  | Německo                    |
| 2013                       | BNP Paribas Open             | Indian Wells               | Spojené státy              |
| 2014                       | Porsche Tennis Grand Prix    | Stuttgart                  | Německo                    |
| 2015                       | Porsche Tennis Grand Prix    | Stuttgart                  | Německo                    |
| 2016                       | Porsche Tennis Grand Prix    | Stuttgart                  | Německo                    |
| 2017                       | Porsche Tennis Grand Prix    | Stuttgart                  | Německo                    |
| 2018                       | St. Petersburg Ladies Trophy | Petrohrad                  | Rusko                      |
| 2019                       | St. Petersburg Ladies Trophy | Petrohrad                  | Rusko                      |
| 2019                       | Porsche Tennis Grand Prix    | Stuttgart                  | Německo                    |
| 2020                       | cena neudělena               | cena neudělena             | cena neudělena             |

#### Premier Mandatory
| Rok  | turnaj           | dějiště        | stát           |
| ---- | ---------------- | -------------- | -------------- |
| 2014 | BNP Paribas Open | Indian Wells   | Spojené státy  |
| 2015 | BNP Paribas Open | Indian Wells   | Spojené státy  |
| 2016 | BNP Paribas Open | Indian Wells   | Spojené státy  |
| 2017 | BNP Paribas Open | Indian Wells   | Spojené státy  |
| 2018 | BNP Paribas Open | Indian Wells   | Spojené státy  |
| 2019 | BNP Paribas Open | Indian Wells   | Spojené státy  |
| 2020 | cena neudělena   | cena neudělena | cena neudělena |

#### Premier 5
| Rok  | turnaj                      | dějiště        | stát           |
| ---- | --------------------------- | -------------- | -------------- |
| 2014 | Western & Southern Open     | Cincinnati     | Spojené státy  |
| 2015 | Dubai Tennis Championships  | Dubaj          | SAE            |
| 2016 | Internazionali BNL d'Italia | Řím            | Itálie         |
| 2017 | Internazionali BNL d'Italia | Řím            | Itálie         |
| 2018 | Internazionali BNL d'Italia | Řím            | Itálie         |
| 2019 | Dubai Tennis Championships  | Dubaj          | SAE            |
| 2020 | cena neudělena              | cena neudělena | cena neudělena |

### Kategorie International
V letech 1995–2013 byl vyhlašován jediný turnaj. Mezi roky 2014–2016 se cena udělovala v kontinentálních panregionech. V sezóně 2017 byla opět sloučena a následně přidělována jedinému turnaji.
| Kategorie International | Kategorie International                             | Kategorie International                             | Kategorie International                             |
| Rok                     | turnaj                                              | dějiště                                             | stát                                                |
| ----------------------- | --------------------------------------------------- | --------------------------------------------------- | --------------------------------------------------- |
| 1995                    | Bell Challenge                                      | Québec                                              | Kanada                                              |
| 1996                    | Bell Challenge                                      | Québec                                              | Kanada                                              |
| 1997                    | Bell Challenge                                      | Québec                                              | Kanada                                              |
| 1998                    | Bell Challenge                                      | Québec                                              | Kanada                                              |
| 1999                    | Bell Challenge                                      | Québec                                              | Kanada                                              |
| 2000                    | Bell Challenge                                      | Québec                                              | Kanada                                              |
| 2001                    | Abierto Mexicano Pegaso                             | Acapulco                                            | Mexiko                                              |
| 2002                    | Abierto Mexicano Pegaso                             | Acapulco                                            | Mexiko                                              |
| 2003                    | Uncle Tobys Hardcourts                              | Gold Coast                                          | Austrálie                                           |
| 2004                    | Abierto Mexicano Telcel                             | Acapulco                                            | Mexiko                                              |
| 2004                    | Bell Challenge                                      | Québec                                              | Kanada                                              |
| 2005                    | Bell Challenge                                      | Québec                                              | Kanada                                              |
| 2006                    | Abierto Mexicano Telcel                             | Acapulco                                            | Mexiko                                              |
| 2007                    | Commonwealth Bank Tennis Classic                    | Bali                                                | Indonésie                                           |
| 2008                    | Commonwealth Bank Tennis Classic                    | Bali                                                | Indonésie                                           |
| 2009                    | Abierto Mexicano Telcel                             | Acapulco                                            | Mexiko                                              |
| 2010                    | PTT Pattaya Open                                    | Pattaya                                             | Thajsko                                             |
| 2011                    | Abierto Mexicano Telcel                             | Acapulco                                            | Mexiko                                              |
| 2012                    | Swedish Open                                        | Båstad                                              | Švédsko                                             |
| 2013                    | Abierto Mexicano Telcel                             | Acapulco                                            | Mexiko                                              |
| 2014                    | cena udělována na úrovni kontinentálních panregionů | cena udělována na úrovni kontinentálních panregionů | cena udělována na úrovni kontinentálních panregionů |
| 2015                    | cena udělována na úrovni kontinentálních panregionů | cena udělována na úrovni kontinentálních panregionů | cena udělována na úrovni kontinentálních panregionů |
| 2016                    | cena udělována na úrovni kontinentálních panregionů | cena udělována na úrovni kontinentálních panregionů | cena udělována na úrovni kontinentálních panregionů |
| 2017                    | Abierto Mexicano Telcel                             | Acapulco                                            | Mexiko                                              |
| 2018                    | Prudential Hong Kong Tennis Open                    | Hongkong                                            | Čína                                                |
| 2019                    | ASB Classic                                         | Auckland                                            | Nový Zéland                                         |
| 2019                    | Abierto Mexicano Telcel                             | Acapulco                                            | Mexiko                                              |
| 2020                    | cena neudělena                                      | cena neudělena                                      | cena neudělena                                      |

#### 2014–2016: Amerika
| Rok  | turnaj                  | dějiště  | stát   |
| ---- | ----------------------- | -------- | ------ |
| 2014 | Abierto Mexicano Telcel | Acapulco | Mexiko |
| 2015 | Abierto Mexicano Telcel | Acapulco | Mexiko |
| 2016 | Abierto Mexicano Telcel | Acapulco | Mexiko |

#### 2014–2016: Asie a Oceánie
| Rok  | turnaj      | dějiště  | stát        |
| ---- | ----------- | -------- | ----------- |
| 2014 | ASB Classic | Auckland | Nový Zéland |
| 2015 | ASB Classic | Auckland | Nový Zéland |
| 2016 | ASB Classic | Auckland | Nový Zéland |

#### 2014–2016: Evropa a Střední východ
| Rok  | turnaj       | dějiště | stát    |
| ---- | ------------ | ------- | ------- |
| 2014 | Swedish Open | Båstad  | Švédsko |
| 2015 | Swedish Open | Båstad  | Švédsko |
| 2016 | Swedish Open | Båstad  | Švédsko |

### Kategorie WTA 1000
| Kategorie WTA 1000 | Kategorie WTA 1000 | Kategorie WTA 1000 | Kategorie WTA 1000 |
| Rok                | turnaj             | dějiště            | stát               |
| ------------------ | ------------------ | ------------------ | ------------------ |
| 2021               | BNP Paribas Open   | Indian Wells       | Spojené státy      |
| 2022               | BNP Paribas Open   | Indian Wells       | Spojené státy      |
| 2023               | BNP Paribas Open   | Indian Wells       | Spojené státy      |
| 2024               | BNP Paribas Open   | Indian Wells       | Spojené státy      |

### Kategorie WTA 500
| Kategorie WTA 500 | Kategorie WTA 500            | Kategorie WTA 500 | Kategorie WTA 500 |
| Rok               | turnaj                       | dějiště           | stát              |
| ----------------- | ---------------------------- | ----------------- | ----------------- |
| 2021              | St. Petersburg Ladies Trophy | Petrohrad         | Rusko             |
| 2022              | Credit One Charleston Open   | Charleston        | Spojené státy     |
| 2023              | Credit One Charleston Open   | Charleston        | Spojené státy     |
| 2024              | Credit One Charleston Open   | Charleston        | Spojené státy     |

### Kategorie WTA 250
| Kategorie WTA 250 | Kategorie WTA 250     | Kategorie WTA 250 | Kategorie WTA 250 |
| Rok               | turnaj                | dějiště           | stát              |
| ----------------- | --------------------- | ----------------- | ----------------- |
| 2021              | Phillip Island Trophy | Melbourne         | Austrálie         |
| 2021              | Tenerife Ladies Open  | Tenerife          | Španělsko         |
| 2022              | Transylvania Open     | Kluž              | Rumunsko          |
| 2023              | Transylvania Open     | Kluž              | Rumunsko          |
| 2024              | Hong Kong Open        | Hongkong          | Čína              |